# Суперкубок Саудівської Аравії з футболу
Суперкубок Саудівської Аравії з футболу (араб. كأس السوبر السعودي) — футбольний клубний турнір у Саудівській Аравії, який проводиться під егідою Федерації футболу Саудівської Аравії. Турнір, що складається з одного матчу, відкриває новий сезон і в ньому зустрічається чемпіон Саудівської Аравії та володар Королівського кубка Саудівської Аравії.

## Історія
Турнір виник у 2013 році. В першому розіграші чемпіон країни «Аль-Фатех» виграв в додатковий час з рахунком 3–2 у володаря кубка «Аль-Іттіхада».
У 2017 році матч між «Аль-Гілялем» і «Аль-Іттіхадом», що мав пройти в ОАЕ, було скасовано.

## Формат
Переможець визначається за підсумками одного матчу. Якщо після закінчення основного часу рахунок рівний, то відразу призначаються післяматчеві пенальті без додаткового часу 

## Фінали
| Рік  | Чемпіон Країни | Результат      | Володар Королівського кубка | Стадіон                                         |
| ---- | -------------- | -------------- | --------------------------- | ----------------------------------------------- |
| 2013 | Аль-Фатех      | 3–2 д.ч.       | Аль-Іттіхад                 | Стадіон короля Абдель-Азіза, Мекка              |
| 2014 | Ан-Наср        | 1–1 (3–4 пен.) | Аш-Шабаб                    | Міжнародний стадіон імені Короля Фахда, Ер-Ріяд |
| 2015 | Ан-Наср        | 0–1            | Аль-Гіляль                  | Лофтус Роуд, Лондон                             |
| 2016 | Аль-Аглі*      | 1–1 (4–3 пен.) | Аль-Гіляль#                 | Крейвен Коттедж, Лондон                         |
| 2017 | Аль-Гіляль     | Скасовано      | Аль-Іттіхад                 | Хазза бін Заєд, Аль-Айн                         |
| 2018 | Аль-Гіляль     | 2–1            | Аль-Іттіхад                 | Лофтус Роуд, Лондон                             |
| 2019 | Ан-Наср        | 1–1 (5–4 пен.) | Ат-Таавун                   | Король Абдалла Спортс Сіті, Джидда              |
| 2020 | Аль-Гіляль     | 0–3            | Ан-Наср^                    | Міжнародний стадіон імені Короля Фахда, Ер-Ріяд |
| 2021 | Аль-Гіляль     | 2–2 (4–3 пен.) | Аль-Фейсали                 | Прінс Файсал бін Фахд Стедіум, Ер-Ріяд          |
| 2022 | Аль-Іттіхад^   | 2–0            | Аль-Файха                   | Міжнародний стадіон імені Короля Фахда, Ер-Ріяд |
| 2023 | Аль-Іттіхад    | 1–4            | Аль-Гіляль                  | Мохаммед бін Заєд, Абу-Дабі                     |
| 2024 | Аль-Гіляль*    | 4–1            | Ан-Наср                     | Прінс Султан бін Абдулазіз Стедіум, Абга        |

- * Чемпіон Саудівської Аравії та володар Королівського кубка.
- # Переможці Кубка наслідного принца Саудівської Аравії
- ^ Віце-чемпіон Саудівської Аравії

## Титули за клубами
| Команда     | Перемоги | Фінали | Роки перемог                 | Роки фіналів     |
| ----------- | -------- | ------ | ---------------------------- | ---------------- |
| Аль-Гіляль  | 5        | 2      | 2015, 2018, 2021, 2023, 2024 | 2016, 2020       |
| Ан-Наср     | 2        | 3      | 2019, 2020                   | 2014, 2015, 2024 |
| Аль-Іттіхад | 1        | 3      | 2022                         | 2013, 2018, 2023 |
| Аль-Фатех   | 1        | -      | 2013                         | -                |
| Аш-Шабаб    | 1        | -      | 2014                         | -                |
| Аль-Аглі    | 1        | -      | 2016                         | -                |
| Ат-Таавун   | -        | 1      | -                            | 2019             |
| Аль-Фейсали | -        | 1      | -                            | 2021             |
| Аль-Файха   | -        | 1      | -                            | 2022             |